# Vottignasco
Vottignasco es una localidad y comune italiana de la provincia de Cuneo, región de Piamonte, con 552 habitantes.

## Evolución demográfica
| Gráfica de evolución demográfica de Vottignasco entre 1861 y 2001 |
|                                                                   |
| Fuente ISTAT - elaboración gráfica de Wikipedia                   |